# Formula 1 – sezona 2012.
| FIA Svjetsko prvenstvo Formule 1 2012. | FIA Svjetsko prvenstvo Formule 1 2012. |
|                                        | Prvak                                  |
| -------------------------------------- | -------------------------------------- |
| Vozač                                  | Sebastian Vettel (Red Bull-Renault)    |
| Konstruktor                            | Red Bull-Renault                       |
| Prethodna sezona                       | Sljedeća sezona                        |
| 2011.                                  | 2013.                                  |

Formula 1 – sezona 2012. je bila 63. sezona svjetskog prvenstva Formule 1. Vozilo se 20 utrka u periodu od 18. ožujka do 25. studenog 2012. godine. Svoj treći naslov prvaka je osvojio Sebastian Vettel, dok je naslov u prvenstvu konstruktora pripao Red Bull-Renaultu. Ovo je bila posljednja sezona u Formuli 1 za Michaela Schumachera.
Sezona je sadržavala dvadeset utrka što je do tada bio rekord s najviše utrka u jednoj sezoni u povijesti Formule 1. Na kalendar utrka se vratila Velika nagrada Sjedinjenih Američkih Država koja se održala na stazi Circuit of the Americas u Austinu u Teksasu. Nakon što je 2011. utrka u Bahreinu bila otkazana zbog civilnih protesta, ove sezone je vraćena na kalendar utrka.
Sezonu je započelo šest svjetskih prvaka: Jenson Button, Lewis Hamilton, Kimi Räikkönen, Fernando Alonso, Michael Schumacher, te Sebastian Vettel koji se sezonu započeo braneći svoju titulu prvaka iz 2011. godine. Red Bull Racing je započeo sezonu braneći titulu svjetskog prvaka među konstruktorima.

## Vozači i konsturktori
Sljedećih 12 momčadi i 24 vozača natječu se u sezoni 2012. svjetskog prvenstva Formule 1 u organizaciji Međunarodne automobilističke federacije. Međunarodna automobilistička federacija je 30. studenog 2011. godine objavila privremeni popis, a kompletirala ga je 17. veljače.
| Konstruktor / Momčad                            | Šasija            | Motor                    | Gume | Broj | Vozači             |
| ----------------------------------------------- | ----------------- | ------------------------ | ---- | ---- | ------------------ |
| Red Bull-Renault Red Bull Racing                | Red Bull RB8      | Renault RS27-2012 V8 2.4 | P    | 1    | Sebastian Vettel   |
| Red Bull-Renault Red Bull Racing                | Red Bull RB8      | Renault RS27-2012 V8 2.4 | P    | 2    | Mark Webber        |
| McLaren-Mercedes Vodafone McLaren Mercedes      | McLaren MP4-27    | Mercedes FO 108Z V8 2.4  | P    | 3    | Jenson Button      |
| McLaren-Mercedes Vodafone McLaren Mercedes      | McLaren MP4-27    | Mercedes FO 108Z V8 2.4  | P    | 4    | Lewis Hamilton     |
| Ferrari Scuderia Ferrari                        | Ferrari F2012     | Ferrari 056 V8 2.4       | P    | 5    | Fernando Alonso    |
| Ferrari Scuderia Ferrari                        | Ferrari F2012     | Ferrari 056 V8 2.4       | P    | 6    | Felipe Massa       |
| Mercedes Mercedes AMG Petronas F1 Team          | Mercedes F1 W03   | Mercedes FO 108Z V8 2.4  | P    | 7    | Michael Schumacher |
| Mercedes Mercedes AMG Petronas F1 Team          | Mercedes F1 W03   | Mercedes FO 108Z V8 2.4  | P    | 8    | Nico Rosberg       |
| Lotus-Renault Lotus F1 Team                     | Lotus E20         | Renault RS27-2012 V8 2.4 | P    | 9    | Kimi Räikkönen     |
| Lotus-Renault Lotus F1 Team                     | Lotus E20         | Renault RS27-2012 V8 2.4 | P    | 10   | Romain Grosjean    |
| Lotus-Renault Lotus F1 Team                     | Lotus E20         | Renault RS27-2012 V8 2.4 | P    | 10   | Jérôme d'Ambrosio  |
| Force India-Mercedes Sahara Force India F1 Team | Force India VJM05 | Mercedes FO 108Z V8 2.4  | P    | 11   | Paul di Resta      |
| Force India-Mercedes Sahara Force India F1 Team | Force India VJM05 | Mercedes FO 108Z V8 2.4  | P    | 12   | Nico Hülkenberg    |
| Sauber-Ferrari Sauber F1 Team                   | Sauber C31        | Ferrari 056 V8 2.4       | P    | 14   | Kamui Kobayashi    |
| Sauber-Ferrari Sauber F1 Team                   | Sauber C31        | Ferrari 056 V8 2.4       | P    | 15   | Sergio Pérez       |
| Toro Rosso-Ferrari Scuderia Toro Rosso          | Toro Rosso STR7   | Ferrari 056 V8 2.4       | P    | 16   | Daniel Ricciardo   |
| Toro Rosso-Ferrari Scuderia Toro Rosso          | Toro Rosso STR7   | Ferrari 056 V8 2.4       | P    | 17   | Jean-Éric Vergne   |
| Williams-Renault Williams F1 Team               | Williams FW34     | Renault RS27-2012 V8 2.4 | P    | 18   | Pastor Maldonado   |
| Williams-Renault Williams F1 Team               | Williams FW34     | Renault RS27-2012 V8 2.4 | P    | 19   | Bruno Senna        |
| Caterham-Renault Caterham F1 Team               | Caterham CT01     | Renault RS27-2012 V8 2.4 | P    | 20   | Heikki Kovalainen  |
| Caterham-Renault Caterham F1 Team               | Caterham CT01     | Renault RS27-2012 V8 2.4 | P    | 21   | Vitalij Petrov     |
| HRT-Cosworth HRT F1 Team                        | HRT F112          | Cosworth CA2012 V8 2.4   | P    | 22   | Pedro de la Rosa   |
| HRT-Cosworth HRT F1 Team                        | HRT F112          | Cosworth CA2012 V8 2.4   | P    | 23   | Narain Karthikeyan |
| Marussia-Cosworth Marussia F1 Team              | Marussia MR01     | Cosworth CA2012 V8 2.4   | P    | 24   | Timo Glock         |
| Marussia-Cosworth Marussia F1 Team              | Marussia MR01     | Cosworth CA2012 V8 2.4   | P    | 25   | Charles Pic        |

## Kalendar
Godine 2011., Bernie Ecclestone izrazio je želju da proširi kalendar na dvadeset utrka. U lipnju iste godine objavljen je privremeni kalendar s dvadeset jednom utrkom. Predsjednik Međunarodne automobilističke federacije, Jean Todt je kasnije zamijenio mjesto Ecclestonea, te izjavio da kalendar neće imati više od dvadeset utrka. Još jedan privremeni kalendar objavljen je 29. srpnja, potvrđujući da Velika nagrada Turske neće biti na kalendaru. Konačni kalendar objavljen je 7. prosinca.
| Rd. | Službeni naziv utrke                   | Velika nagrada      | Staza                                      | Nadnevak      | Vrijeme | Vrijeme |
| Rd. | Službeni naziv utrke                   | Velika nagrada      | Staza                                      | Nadnevak      | Lokalno | UTC     |
| --- | -------------------------------------- | ------------------- | ------------------------------------------ | ------------- | ------- | ------- |
| 1   | Qantas Australian Grand Prix           | VN Australije       | Albert Park, Melbourne                     | 18. ožujka    | 17:00   | 06:00   |
| 2   | Petronas Malaysia Grand Prix           | VN Malezije         | Sepang International Circuit, Kuala Lumpur | 25. ožujka    | 16:00   | 08:00   |
| 3   | UBS Chinese Grand Prix                 | VN Kine             | Shanghai International Circuit, Šangaj     | 15. travnja   | 15:00   | 07:00   |
| 4   | Gulf Air Bahrain Grand Prix            | VN Bahreina         | Bahrain International Circuit, Sakhir      | 22. travnja   | 15:00   | 12:00   |
| 5   | Gran Premio de España Santander        | VN Španjolske       | Circuit de Catalunya, Barcelona            | 13. svibnja   | 14:00   | 12:00   |
| 6   | Grand Prix de Monaco                   | VN Monaka           | Circuit de Monaco, Monte Carlo             | 27. svibnja   | 14:00   | 12:00   |
| 7   | Grand Prix du Canada                   | VN Kanade           | Circuit Gilles Villeneuve, Montreal        | 10. lipnja    | 14:00   | 18:00   |
| 8   | Grand Prix of Europe                   | VN Europe           | Valencia Street Circuit, Valencia          | 24. lipnja    | 14:00   | 12:00   |
| 9   | Santander British Grand Prix           | VN Velike Britanije | Silverstone Circuit, Silverstone           | 8. srpnja     | 13:00   | 12:00   |
| 10  | Großer Preis Santander von Deutschland | VN Njemačke         | Hockenheimring, Hockenheim                 | 22. srpnja    | 14:00   | 12:00   |
| 11  | Eni Magyar Nagydíj                     | VN Mađarske         | Hungaroring, Budimpešta                    | 29. srpnja    | 14:00   | 12:00   |
| 12  | Shell Belgian Grand Prix               | VN Belgije          | Circuit de Spa-Francorchamps, Spa          | 2. rujna      | 14:00   | 12:00   |
| 13  | Gran Premio Santander d'Italia         | VN Italije          | Autodromo Nazionale Monza, Monza           | 9. rujna      | 14:00   | 12:00   |
| 14  | SingTel Singapore Grand Prix           | VN Singapura        | Marina Bay Street Circuit, Marina Bay      | 23. rujna     | 20:00   | 12:00   |
| 15  | Japanese Grand Prix                    | VN Japana           | Suzuka Circuit, Suzuka                     | 7. listopada  | 15:00   | 06:00   |
| 16  | Korean Grand Prix                      | VN Koreje           | Korean International Circuit, Yeongam      | 14. listopada | 15:00   | 06:00   |
| 17  | Airtel Indian Grand Prix               | VN Indije           | Buddh International Circuit, Greater Noida | 28. listopada | 15:00   | 09:30   |
| 18  | Etihad Airways Abu Dhabi Grand Prix    | VN Abu Dhabija      | Yas Marina Circuit, Abu Dhabi              | 4. studenog   | 17:00   | 13:00   |
| 19  | United States Grand Prix               | VN SAD              | Circuit of the Americas, Austin            | 18. studenog  | 13:00   | 19:00   |
| 20  | Grande Prêmio do Brasil                | VN Brazila          | Autódromo José Carlos Pace, São Paulo      | 25. studenog  | 14:00   | 16:00   |

## Utrke
| Rd. | Velika nagrada      | Prvo mjesto na startu | Najbrži krug       | Pobjednik (vozači) | Pobjednik (konstruktori) | Izvještaj |
| --- | ------------------- | --------------------- | ------------------ | ------------------ | ------------------------ | --------- |
| 1.  | VN Australije       | Lewis Hamilton        | Jenson Button      | Jenson Button      | McLaren-Mercedes         | Izvještaj |
| 2.  | VN Malezije         | Lewis Hamilton        | Kimi Räikkönen     | Fernando Alonso    | Ferrari                  | Izvještaj |
| 3.  | VN Kine             | Nico Rosberg          | Kamui Kobayashi    | Nico Rosberg       | Mercedes                 | Izvještaj |
| 4.  | VN Bahreina         | Sebastian Vettel      | Sebastian Vettel   | Sebastian Vettel   | Red Bull-Renault         | Izvještaj |
| 5.  | VN Španjolske       | Pastor Maldonado      | Romain Grosjean    | Pastor Maldonado   | Williams-Renault         | Izvještaj |
| 6.  | VN Monaka           | Mark Webber           | Sergio Pérez       | Mark Webber        | Red Bull-Renault         | Izvještaj |
| 7.  | VN Kanade           | Sebastian Vettel      | Sebastian Vettel   | Lewis Hamilton     | McLaren-Mercedes         | Izvještaj |
| 8.  | VN Europe           | Sebastian Vettel      | Nico Rosberg       | Fernando Alonso    | Ferrari                  | Izvještaj |
| 9.  | VN Velike Britanije | Fernando Alonso       | Kimi Räikkönen     | Mark Webber        | Red Bull-Renault         | Izvještaj |
| 10. | VN Njemačke         | Fernando Alonso       | Michael Schumacher | Fernando Alonso    | Ferrari                  | Izvještaj |
| 11. | VN Mađarske         | Lewis Hamilton        | Sebastian Vettel   | Lewis Hamilton     | McLaren-Mercedes         | Izvještaj |
| 12. | VN Belgije          | Jenson Button         | Bruno Senna        | Jenson Button      | McLaren-Mercedes         | Izvještaj |
| 13. | VN Italije          | Lewis Hamilton        | Nico Rosberg       | Lewis Hamilton     | McLaren-Mercedes         | Izvještaj |
| 14. | VN Singapura        | Lewis Hamilton        | Nico Hülkenberg    | Sebastian Vettel   | Red Bull-Renault         | Izvještaj |
| 15. | VN Japana           | Sebastian Vettel      | Sebastian Vettel   | Sebastian Vettel   | Red Bull-Renault         | Izvještaj |
| 16. | VN Koreje           | Mark Webber           | Mark Webber        | Sebastian Vettel   | Red Bull-Renault         | Izvještaj |
| 17. | VN Indije           | Sebastian Vettel      | Jenson Button      | Sebastian Vettel   | Red Bull-Renault         | Izvještaj |
| 18. | VN Abu Dhabija      | Lewis Hamilton        | Sebastian Vettel   | Kimi Räikkönen     | Lotus-Renault            | Izvještaj |
| 19. | VN SAD              | Sebastian Vettel      | Sebastian Vettel   | Lewis Hamilton     | McLaren-Mercedes         | Izvještaj |
| 20. | VN Brazila          | Lewis Hamilton        | Lewis Hamilton     | Jenson Button      | McLaren-Mercedes         | Izvještaj |

## Sustav bodovanja
Sistem bodovanja u Formuli 1
| Pozicija | 1. | 2. | 3. | 4. | 5. | 6. | 7. | 8. | 9. | 10. |
| Bodovi   | 25 | 18 | 15 | 12 | 10 | 8  | 6  | 4  | 2  | 1   |

| Boja | Značenje                                    |
| ---- | ------------------------------------------- |
| 11.  | Vozač je završio utrku izvan bodova.        |
| 12.† | Vozač je odustao, ali je odvozio 90% utrke. |
| Odu. | Vozač nije završio utrku. (Odustao)         |
| Ns.  | Vozač nije startao utrku.                   |

## Poredak

### Vozači
| Mjesto | Vozač              | Bodovi | AUS | MAL | KIN | BAH | ŠPA | MON | KAN | EUR  | VBR | NJE  | MAĐ | BEL  | ITA  | SIN  | JAP  | KOR | IND | ABU  | SAD | BRA  |
| ------ | ------------------ | ------ | --- | --- | --- | --- | --- | --- | --- | ---- | --- | ---- | --- | ---- | ---- | ---- | ---- | --- | --- | ---- | --- | ---- |
| 1.     | Sebastian Vettel   | 281    | 2.  | 11. | 5.  | 1.  | 6.  | 4.  | 4.  | Odu. | 3.  | 5.   | 4.  | 2.   | 22.† | 1.   | 1.   | 1.  | 1.  | 3.   | 2.  | 6.   |
| 2.     | Fernando Alonso    | 278    | 5.  | 1.  | 9.  | 7.  | 2.  | 3.  | 5.  | 1.   | 2.  | 1.   | 5.  | Odu. | 3.   | 3.   | Odu. | 3.  | 2.  | 2.   | 3.  | 2.   |
| 3.     | Kimi Räikkönen     | 207    | 7.  | 5.  | 14. | 2.  | 3.  | 9.  | 8.  | 2.   | 5.  | 3.   | 2.  | 3.   | 5.   | 6.   | 6.   | 5.  | 7.  | 1.   | 6.  | 10.  |
| 4.     | Lewis Hamilton     | 190    | 3.  | 3.  | 3.  | 8.  | 8.  | 5.  | 1.  | 19.† | 8.  | Odu. | 1.  | Odu. | 1.   | Odu. | 5.   | 10. | 4.  | Odu. | 1.  | Odu. |
| 5.     | Jenson Button      | 188    |     |     |     |     |     |     |     |      |     |      |     |      |      |      |      |     |     |      |     |      |
| 6.     | Mark Webber        | 179    |     |     |     |     |     |     |     |      |     |      |     |      |      |      |      |     |     |      |     |      |
| 7.     | Felipe Massa       | 122    |     |     |     |     |     |     |     |      |     |      |     |      |      |      |      |     |     |      |     |      |
| 8.     | Romain Grosjean    | 96     |     |     |     |     |     |     |     |      |     |      |     |      |      |      |      |     |     |      |     |      |
| 9.     | Nico Rosberg       | 93     |     |     |     |     |     |     |     |      |     |      |     |      |      |      |      |     |     |      |     |      |
| 10.    | Sergio Pérez       | 66     |     |     |     |     |     |     |     |      |     |      |     |      |      |      |      |     |     |      |     |      |
| 11.    | Nico Hülkenberg    | 63     |     |     |     |     |     |     |     |      |     |      |     |      |      |      |      |     |     |      |     |      |
| 12.    | Kamui Kobayashi    | 60     |     |     |     |     |     |     |     |      |     |      |     |      |      |      |      |     |     |      |     |      |
| 13.    | Michael Schumacher | 49     |     |     |     |     |     |     |     |      |     |      |     |      |      |      |      |     |     |      |     |      |
| 14.    | Paul di Resta      | 46     |     |     |     |     |     |     |     |      |     |      |     |      |      |      |      |     |     |      |     |      |
| 15.    | Pastor Maldonado   | 45     |     |     |     |     |     |     |     |      |     |      |     |      |      |      |      |     |     |      |     |      |
| 16.    | Bruno Senna        | 31     |     |     |     |     |     |     |     |      |     |      |     |      |      |      |      |     |     |      |     |      |
| 17.    | Jean-Éric Vergne   | 16     |     |     |     |     |     |     |     |      |     |      |     |      |      |      |      |     |     |      |     |      |
| 18.    | Daniel Ricciardo   | 10     |     |     |     |     |     |     |     |      |     |      |     |      |      |      |      |     |     |      |     |      |
| 19.    | Vitalij Petrov     | 0      |     |     |     |     |     |     |     |      |     |      |     |      |      |      |      |     |     |      |     |      |
| 20.    | Timo Glock         | 0      |     |     |     |     |     |     |     |      |     |      |     |      |      |      |      |     |     |      |     |      |
| 21.    | Charles Pic        | 0      |     |     |     |     |     |     |     |      |     |      |     |      |      |      |      |     |     |      |     |      |
| 22.    | Heikki Kovalainen  | 0      |     |     |     |     |     |     |     |      |     |      |     |      |      |      |      |     |     |      |     |      |
| 23.    | Jérôme d'Ambrosio  | 0      |     |     |     |     |     |     |     |      |     |      |     |      |      |      |      |     |     |      |     |      |
| 24.    | Narain Karthikeyan | 0      |     |     |     |     |     |     |     |      |     |      |     |      |      |      |      |     |     |      |     |      |
| 25.    | Pedro de la Rosa   | 0      |     |     |     |     |     |     |     |      |     |      |     |      |      |      |      |     |     |      |     |      |
| Mjesto | Vozač              | Bodovi | AUS | MAL | KIN | BAH | ŠPA | MON | KAN | EUR  | VBR | NJE  | MAĐ | BEL  | ITA  | SIN  | JAP  | KOR | IND | ABU  | SAD | BRA  |

### Konstruktori
| Mjesto | Vozač                | Bodovi |
| ------ | -------------------- | ------ |
| 1.     | Red Bull-Renault     | 460    |
| 2.     | Ferrari              | 400    |
| 3.     | McLaren-Mercedes     | 378    |
| 4.     | Lotus-Renault        | 303    |
| 5.     | Mercedes             | 142    |
| 6.     | Sauber-Ferrari       | 126    |
| 7.     | Force India-Mercedes | 109    |
| 8.     | Williams-Renault     | 76     |
| 9.     | Toro Rosso-Ferrari   | 26     |
| 10.    | Caterham-Renault     | 0      |
| 11.    | Marussia-Cosworth    | 0      |
| 12.    | HRT-Cosworth         | 0      |

## Kvalifikacije
| Poz. | AUS         | MAL         | KIN         | BAH         | ŠPA         | MON         | KAN         | EUR         | VBR         | NJE         | Poz. |
| ---- | ----------- | ----------- | ----------- | ----------- | ----------- | ----------- | ----------- | ----------- | ----------- | ----------- | ---- |
| 1.   | Hamilton    | Hamilton    | Rosberg     | Vettel      | Hamilton    | Schumacher  | Vettel      | Vettel      | Alonso      | Alonso      | 1.   |
| 2.   | Button      | Button      | Hamilton    | Hamilton    | Maldonado   | Webber      | Hamilton    | Hamilton    | Webber      | Vettel      | 2.   |
| 3.   | Grosjean    | Schumacher  | Schumacher  | Webber      | Alonso      | Rosberg     | Alonso      | Maldonado   | Schumacher  | Webber      | 3.   |
| 4.   | Schumacher  | Webber      | Kobayashi   | Button      | Grosjean    | Hamilton    | Webber      | Grosjean    | Vettel      | Schumacher  | 4.   |
| 5.   | Webber      | Räikkönen   | Räikkönen   | Rosberg     | Räikkönen   | Grosjean    | Rosberg     | Räikkönen   | Massa       | Hülkenberg  | 5.   |
| 6.   | Vettel      | Vettel      | Button      | Ricciardo   | Pérez       | Alonso      | Massa       | Rosberg     | Räikkönen   | Maldonado   | 6.   |
| 7.   | Rosberg     | Grosjean    | Webber      | Grosjean    | Rosberg     | Massa       | Grosjean    | Kobayashi   | Maldonado   | Button      | 7.   |
| 8.   | Maldonado   | Rosberg     | Pérez       | Pérez       | Vettel      | Räikkönen   | Di Resta    | Hülkenberg  | Hamilton    | Hamilton    | 8.   |
| 9.   | Hülkenberg  | Alonso      | Alonso      | Alonso      | Schumacher  | Maldonado   | Schumacher  | Button      | Hülkenberg  | Di Resta    | 9.   |
| 10.  | Ricciardo   | Pérez       | Grosjean    | Di Resta    | Kobayashi   | Vettel      | Button      | Di Resta    | Grosjean    | Räikkönen   | 10.  |
| 11.  | Vergne      | Maldonado   | Vettel      | Räikkönen   | Button      | Hülkenberg  | Kobayashi   | Alonso      | Di Resta    | Ricciardo   | 11.  |
| 12.  | Alonso      | Massa       | Massa       | Kobayashi   | Webber      | Kobayashi   | Räikkönen   | Schumacher  | Kobayashi   | Pérez       | 12.  |
| 13.  | Kobayashi   | Senna       | Maldonado   | Hülkenberg  | Di Resta    | Button      | Hülkenberg  | Massa       | Rosberg     | Kobayashi   | 13.  |
| 14.  | Senna       | Di Resta    | Senna       | Massa       | Hülkenberg  | Senna       | Ricciardo   | Senna       | Ricciardo   | Massa       | 14.  |
| 15.  | Di Resta    | Ricciardo   | Di Resta    | Senna       | Vergne      | Di Resta    | Pérez       | Pérez       | Senna       | Grosjean    | 15.  |
| 16.  | Massa       | Hülkenberg  | Hülkenberg  | Kovalainen  | Ricciardo   | Ricciardo   | Senna       | Kovalainen  | Vergne      | Senna       | 16.  |
| 17.  | Pérez       | Kobayashi   | Ricciardo   | Maldonado   | Massa       | Vergne      | Maldonado   | Ricciardo   | Pérez       | Rosberg     | 17.  |
| 18.  | Räikkönen   | Vergne      | Vergne      | Schumacher  | Senna       | Kovalainen  | Kovalainen  | Vergne      | Button      | Vergne      | 18.  |
| 19.  | Kovalainen  | Kovalainen  | Kovalainen  | Vergne      | Petrov      | Petrov      | Petrov      | Webber      | Petrov      | Kovalainen  | 19.  |
| 20.  | Petrov      | Petrov      | Petrov      | Petrov      | Kovalainen  | Glock       | Vergne      | Petrov      | Kovalainen  | Petrov      | 20.  |
| 21.  | Glock       | Glock       | Glock       | Pic         | Pic         | De la Rosa  | De la Rosa  | De la Rosa  | Glock       | Pic         | 21.  |
| 22.  | Pic         | Pic         | Pic         | De la Rosa  | Glock       | Pic         | Glock       | Karthikeyan | De la Rosa  | Glock       | 22.  |
| 23.  | De la Rosa  | De la Rosa  | De la Rosa  | Glock       | De la Rosa  | Karthikeyan | Pic         | Pic         | Karthikeyan | De la Rosa  | 23.  |
| 24.  | Karthikeyan | Karthikeyan | Karthikeyan | Karthikeyan | Karthikeyan | Pérez       | Karthikeyan | Glock       | Pic         | Karthikeyan | 24.  |

| Poz. | MAĐ         | BEL         | ITA         | SIN         | JAP         | KOR         | IND         | ABU         | SAD         | BRA         | Poz. |
| ---- | ----------- | ----------- | ----------- | ----------- | ----------- | ----------- | ----------- | ----------- | ----------- | ----------- | ---- |
| 1.   | Hamilton    | Button      | Hamilton    | Hamilton    | Vettel      | Webber      | Vettel      | Hamilton    | Vettel      | Hamilton    | 1.   |
| 2.   | Grosjean    | Kobayashi   | Button      | Maldonado   | Webber      | Vettel      | Webber      | Webber      | Hamilton    | Button      | 2.   |
| 3.   | Vettel      | Maldonado   | Massa       | Vettel      | Button      | Hamilton    | Hamilton    | Vettel      | Webber      | Webber      | 3.   |
| 4.   | Button      | Räikkönen   | Di Resta    | Button      | Kobayashi   | Alonso      | Button      | Maldonado   | Grosjean    | Vettel      | 4.   |
| 5.   | Räikkönen   | Pérez       | Schumacher  | Alonso      | Grosjean    | Räikkönen   | Alonso      | Räikkönen   | Räikkönen   | Massa       | 5.   |
| 6.   | Alonso      | Alonso      | Vettel      | Di Resta    | Pérez       | Massa       | Massa       | Button      | Schumacher  | Maldonado   | 6.   |
| 7.   | Massa       | Webber      | Rosberg     | Webber      | Alonso      | Grosjean    | Räikkönen   | Alonso      | Massa       | Hülkenberg  | 7.   |
| 8.   | Maldonado   | Hamilton    | Räikkönen   | Grosjean    | Räikkönen   | Hülkenberg  | Pérez       | Rosberg     | Hülkenberg  | Alonso      | 8.   |
| 9.   | Senna       | Grosjean    | Kobayashi   | Schumacher  | Hamilton    | Rosberg     | Maldonado   | Massa       | Alonso      | Räikkönen   | 9.   |
| 10.  | Hülkenberg  | Di Resta    | Alonso      | Rosberg     | Hülkenberg  | Schumacher  | Rosberg     | Grosjean    | Maldonado   | Rosberg     | 10.  |
| 11.  | Webber      | Vettel      | Webber      | Hülkenberg  | Massa       | Button      | Grosjean    | Hülkenberg  | Senna       | Di Resta    | 11.  |
| 12.  | Di Resta    | Hülkenberg  | Maldonado   | Räikkönen   | Di Resta    | Pérez       | Hülkenberg  | Pérez       | Button      | Senna       | 12.  |
| 13.  | Rosberg     | Schumacher  | Pérez       | Massa       | Schumacher  | Kobayashi   | Senna       | Di Resta    | Di Resta    | Pérez       | 13.  |
| 14.  | Pérez       | Massa       | Senna       | Pérez       | Maldonado   | Di Resta    | Schumacher  | Schumacher  | Vergne      | Schumacher  | 14.  |
| 15.  | Kobayashi   | Vergne      | Ricciardo   | Ricciardo   | Rosberg     | Maldonado   | Ricciardo   | Senna       | Pérez       | Kobayashi   | 15.  |
| 16.  | Vergne      | Ricciardo   | D'Ambrosio  | Vergne      | Ricciardo   | Ricciardo   | Di Resta    | Kobayashi   | Kobayashi   | Ricciardo   | 16.  |
| 17.  | Schumacher  | Senna       | Vergne      | Senna       | Vergne      | Vergne      | Kobayashi   | Ricciardo   | Rosberg     | Vergne      | 17.  |
| 18.  | Ricciardo   | Rosberg     | Kovalainen  | Kobayashi   | Senna       | Senna       | Vergne      | Vergne      | Ricciardo   | Grosjean    | 18.  |
| 19.  | Kovalainen  | Kovalainen  | Petrov      | Petrov      | Kovalainen  | Petrov      | Petrov      | Kovalainen  | Glock       | Petrov      | 19.  |
| 20.  | Petrov      | Petrov      | Glock       | Kovalainen  | Glock       | Kovalainen  | Kovalainen  | Pic         | Pic         | Kovalainen  | 20.  |
| 21.  | Pic         | Glock       | Pic         | Glock       | De la Rosa  | Pic         | Glock       | Petrov      | Petrov      | Glock       | 21.  |
| 22.  | Glock       | De la Rosa  | Karthikeyan | Pic         | Pic         | Glock       | De la Rosa  | Glock       | Kovalainen  | Pic         | 22.  |
| 23.  | De la Rosa  | Pic         | De la Rosa  | Karthikeyan | Petrov      | De la Rosa  | Karthikeyan | De la Rosa  | De la Rosa  | Karthikeyan | 23.  |
| 24.  | Karthikeyan | Karthikeyan | Hülkenberg  | De la Rosa  | Karthikeyan | Karthikeyan | Pic         | Karthikeyan | Karthikeyan | De la Rosa  | 24.  |

## Statistike
| Vozač              | Postolja  | Postolja  | Postolja  | Prvo startno mjesto | Najbrži krug | Krugovi u vodstvu |
| Vozač              | 1. mjesto | 2. mjesto | 3. mjesto | Prvo startno mjesto | Najbrži krug | Krugovi u vodstvu |
| ------------------ | --------- | --------- | --------- | ------------------- | ------------ | ----------------- |
| Sebastian Vettel   | 5         | 3         | 2         | 6                   | 6            | 368               |
| Lewis Hamilton     | 4         | -         | 3         | 7                   | 1            | 229               |
| Fernando Alonso    | 3         | 5         | 5         | 2                   | -            | 216               |
| Jenson Button      | 3         | 3         | -         | 1                   | 2            | 136               |
| Mark Webber        | 2         | 1         | 1         | 2                   | 1            | 66                |
| Kimi Räikkönen     | 1         | 3         | 3         | -                   | 2            | 44                |
| Nico Rosberg       | 1         | 1         | -         | 1                   | 2            | 48                |
| Pastor Maldonado   | 1         | -         | -         | 1                   | -            | 37                |
| Sergio Pérez       | -         | 2         | 1         | -                   | 1            | 12                |
| Romain Grosjean    | -         | 1         | 2         | -                   | 1            | 4                 |
| Felipe Massa       | -         | 1         | 1         | -                   | -            | 1                 |
| Kamui Kobayashi    | -         | -         | 1         | -                   | 1            | -                 |
| Michael Schumacher | -         | -         | 1         | -                   | 1            | -                 |
| Nico Hülkenberg    | -         | -         | -         | -                   | 1            | 30                |
| Bruno Senna        | -         | -         | -         | -                   | 1            | -                 |
| Paul di Resta      | -         | -         | -         | -                   | -            | 1                 |

| Konstruktor          | Postolja  | Postolja  | Postolja  | Prvo startno mjesto | Najbrži krug | Krugovi u vodstvu |
| Konstruktor          | 1. mjesto | 2. mjesto | 3. mjesto | Prvo startno mjesto | Najbrži krug | Krugovi u vodstvu |
| -------------------- | --------- | --------- | --------- | ------------------- | ------------ | ----------------- |
| Red Bull-Renault     | 7         | 4         | 3         | 8                   | 7            | 434               |
| McLaren-Mercedes     | 7         | 3         | 3         | 8                   | 3            | 365               |
| Ferrari              | 3         | 6         | 6         | 2                   | -            | 217               |
| Lotus-Renault        | 1         | 4         | 5         | -                   | 3            | 48                |
| Mercedes             | 1         | 1         | 1         | 1                   | 3            | 48                |
| Williams-Renault     | 1         | -         | -         | 1                   | 1            | 37                |
| Sauber-Ferrari       | -         | 2         | 2         | -                   | 2            | 12                |
| Force India-Mercedes | -         | -         | -         | -                   | 1            | 31                |

### Vodeći vozač i konstruktor u prvenstvu
U rubrici bodovi, prikazana je bodovna prednost vodećeg vozača / konstruktora ispred drugoplasiranog, dok je žutom bojom označena utrka na kojoj je vozač / konstruktor osvojio naslov prvaka.
| Utrka               | Vozač            | Bodovi |
| ------------------- | ---------------- | ------ |
| VN Australije       | Jenson Button    | 7      |
| VN Malezije         | Fernando Alonso  | 5      |
| VN Kine             | Lewis Hamilton   | 2      |
| VN Bahreina         | Sebastian Vettel | 4      |
| VN Španjolske       | Sebastian Vettel | 0      |
| VN Monaka           | Fernando Alonso  | 3      |
| VN Kanade           | Lewis Hamilton   | 2      |
| VN Europe           | Fernando Alonso  | 20     |
| VN Velike Britanije | Fernando Alonso  | 13     |
| VN Njemačke         | Fernando Alonso  | 34     |
| VN Mađarske         | Fernando Alonso  | 40     |
| VN Belgije          | Fernando Alonso  | 24     |
| VN Italije          | Fernando Alonso  | 37     |
| VN Singapura        | Fernando Alonso  | 29     |
| VN Japana           | Fernando Alonso  | 4      |
| VN Južne Koreje     | Sebastian Vettel | 6      |
| VN Indije           | Sebastian Vettel | 13     |
| VN Abu Dhabija      | Sebastian Vettel | 10     |
| VN SAD              | Sebastian Vettel | 13     |
| VN Brazila          | Sebastian Vettel | 3      |

| Utrka               | Konstruktor      | Bodovi |
| ------------------- | ---------------- | ------ |
| VN Australije       | McLaren-Mercedes | 10     |
| VN Malezije         | McLaren-Mercedes | 13     |
| VN Kine             | McLaren-Mercedes | 24     |
| VN Bahreina         | Red Bull-Renault | 9      |
| VN Španjolske       | Red Bull-Renault | 11     |
| VN Monaka           | Red Bull-Renault | 38     |
| VN Kanade           | Red Bull-Renault | 31     |
| VN Europe           | Red Bull-Renault | 39     |
| VN Velike Britanije | Red Bull-Renault | 64     |
| VN Njemačke         | Red Bull-Renault | 53     |
| VN Mađarske         | Red Bull-Renault | 53     |
| VN Belgije          | Red Bull-Renault | 54     |
| VN Italije          | Red Bull-Renault | 29     |
| VN Singapura        | Red Bull-Renault | 36     |
| VN Japana           | Red Bull-Renault | 41     |
| VN Južne Koreje     | Red Bull-Renault | 77     |
| VN Indije           | Red Bull-Renault | 91     |
| VN Abu Dhabija      | Red Bull-Renault | 82     |
| VN SAD              | Red Bull-Renault | 73     |
| VN Brazila          | Red Bull-Renault | 60     |